# Breynia stipitata
Breynia stipitata är en emblikaväxtart som beskrevs av Johannes Müller Argoviensis. Breynia stipitata ingår i släktet Breynia och familjen emblikaväxter. Inga underarter finns listade i Catalogue of Life.